# Ред-Банк (Теннессі)
Ред-Банк (англ. Red Bank) — місто (англ. city) в США, в окрузі Гамільтон штату Теннессі. Населення — 11 899 осіб (2020).

## Географія
Ред-Банк розташований за координатами 35°6′42″ пн. ш. 85°17′46″ зх. д. / 35.11167° пн. ш. 85.29611° зх. д. (35.111803, -85.295986). За даними Бюро перепису населення США в 2010 році місто мало площу 16,87 км², уся площа — суходіл.

## Демографія
Згідно з переписом 2010 року, у місті мешкала 11 651 особа в 5410 домогосподарствах у складі 2962 родин. Густота населення становила 690 осіб/км². Було 6179 помешкань (366/км²).
Расовий склад населення:
| - 85,0 % — білих - 7,5 % — чорних або афроамериканців - 1,3 % — азіатів - 0,4 % — корінних американців - 0,1 % — вихідців з тихоокеанських островів - 3,7 % — осіб інших рас |

До двох чи більше рас належало 2,1 %. Частка іспаномовних становила 6,5 % від усіх жителів.
За віковим діапазоном населення розподілялося таким чином: 19,4 % — особи молодші 18 років, 66,3 % — особи у віці 18—64 років, 14,3 % — особи у віці 65 років та старші. Медіана віку мешканця становила 37,2 року. На 100 осіб жіночої статі у місті припадало 93,7 чоловіків; на 100 жінок у віці від 18 років та старших — 91,5 чоловіків також старших 18 років.
Середній дохід на одне домашнє господарство становив 51 654 долари США (медіана — 36 841), а середній дохід на одну сім'ю — 62 184 долари (медіана — 46 623). Медіана доходів становила 35 599 доларів для чоловіків та 34 103 долари для жінок. За межею бідності перебувало 23,2 % осіб, у тому числі 28,3 % дітей у віці до 18 років та 13,1 % осіб у віці 65 років та старших.
Цивільне працевлаштоване населення становило 6212 осіб. Основні галузі зайнятості: освіта, охорона здоров'я та соціальна допомога — 20,9 %, роздрібна торгівля — 15,1 %, мистецтво, розваги та відпочинок — 11,8 %, науковці, спеціалісти, менеджери — 11,5 %.